# Samorodna vinska trta
Samorodna vinska trta ali samorodnica je vinska trta, ki ni cepljena tako rekoč raste iz svojih korenin.
Skoraj vse evropske sorte vinske trte so cepljene, in tako ne spadajo pod samorodnice. Po napadu trtne uši v Evropi v 19. stoletju, so vinogradniki začeli evropske sorte vinske trte cepiti na ameriške samorodnice, ki so bile odporne proti navedenim škodljivcem, tako jim je uspelo ohraniti domače sorte. Odporne so tudi proti oidiju in peronospori in jih skoraj ni potrebno škropiti. Samorodnice so v večini rdeče sorte z nekaj izjemami.
Samorodnice se razmnožujejo s potaknjenci.
Nekaj zelo znanih samorodnih vinskih trsnih sort v Sloveniji:
Bele sorte:
- šmarnica,

Rdeče sorte:
- klinton,
- jorka in
- izabela.